# Thaly Zsigmond (mérnök)
Tali és széchi-szigeti Thaly Zsigmond (Csép, 1814 – Losonc, 1886. május 14.) magyar mérnök, politikus, megyei táblabíró, az 1848-49-es magyar szabadságharcban honvéd ezredes, majd erődítési igazgató.

## Élete
A tali és széchi-szigeti Thaly magyar birtokos nemesi családból származott, tali és széchi-szigeti Thaly Ferenc és Laky Kata fia. Jogot és műszaki akadémiát végzett. Polgári mérnök, megyei táblabíró, ellenzéki politikus, kiváló szónok. A komáromi monostori sáncokat, úgy az igmándi sáncot a szigetben és a Vág-Duna melletti földerődítményeket ő tervezte és építette. 1848 októberétől a komáromi önkéntes nemzetőrcsapatban századosi beosztásban teljesített szolgálatot. Több ütközetben vett részt, főleg Komárom környékén. 1848. december 28-án megsebesült a bábolnai ütközetben. 1849. február 19-től mérnökkari százados a komáromi várőrségnél, március 7-től őrnagy, majd alezredes és várerődítési igazgató. 1849. júliustól az igmándi kerület országgyűlési képviselője volt. Thaly Kossuth Lajosnak mindvégig bizalmas embere maradt, s Komáromban az ő megbízásából kísérte figyelemmel Klapka György magatartását. Szeptember közepén Thaly Zsigmondot és Makk Józsefet Klapka letartóztatta, mivel ők igyekeztek megakadályozni a vár átadását. Végül kiengedte őket Klapka, de Thaly Zsigmond nem írta alá a kapitulációt.
Erdélybe menekült, de elfogták, megszökött, s kijutott Törökországba, Brüsszelbe, Párizsba, majd Londonba, több évig Jersey szigetén élt, itt a szigeten is számos emigránssal tartotta a kapcsolatot, köztük Teleki Sándorral, Orbán Balázzsal, Fülepp Lipóttal, Beöthy Ödönnel, Perczel Mórral, Perczel Miklóssal és Victor Hugo családjával. 1863 őszén hazatért anélkül, hogy amnesztiát kapott volna, birtokain gazdálkodással foglalkozott. Szaklapokba publikált (Gazdasági Lapok, Gyakorlati Mezőgazda, Földmívelési Érdekeink). Az 1867-es kiegyezés után tagja volt a honvédegyletnek.

## Kötete
- The fortress of Komárom (Comorn) during the war of independency in Hungary in 1848-49. Translated by Wm. Rushton. London, 1852. tervrajzzal